# Business Wire
Business Wire — американское информационное агентство, специализирующееся на распространении пресс-релизов различных компаний и организаций для прессы, финансовых рынков, инвесторов и других аудиторий. Входит в холдинг Berkshire Hathaway.
Клиентами компании являются компании-члены, которые за определённую плату предоставляют Business Wire пресс-релизы, фотографии, документы и другую информацию которую хотят распространить. Подписчики Business Wire, которыми являются журналисты и средства массовой информации, имеют доступ к «службе новостей», через которую они получают предоставляемую информацию.

## История
Компания Business Wire была основана в 1961 году в Сан-Франциско журналистом Лорри Локи. На момент запуска у агентства было всего 7 клиентов и 16 подписчиков. В 2001 году деятельность Business Wire была распространена на Европу и был открыт офис в Лондоне. 10 января 2005 года был открыт азиатский офис в Токио.
В 2006 году холдинг Уоррена Баффета Berkshire Hathaway приобрёл Business Wire за необъявленную сумму.